# Волоська волость
Волосьска волость — адміністративно-територіальна одиниця Катеринославського повіту Катеринославської губернії.
Станом на 1886 рік — складалася з 3 поселень, об'єднаних в 2 сільські громади. Населення 5434 особи (2710 осіб чоловічої статі та 2724 — жіночої), 923 дворових господарства.
|                     | Площа, десятин | У тому числі орної, десятин |
| ------------------- | -------------- | --------------------------- |
| Сільських громад    | 15839          | 9311                        |
| Приватної власності | —              | —                           |
| Іншої власності     | 243            | 151                         |
| Загалом             | 16082          | 9462                        |

Поселення волості:
- Волоське — село при річці Дніпро в 18 верстах від повітового міста, 3600 осіб, 650 дворів, церква православна, школа, 3 лавки, 2 ярмарки на рік. В 15 верстах — поштова станція.
- Волоські хутори — село при річці Мокра Сура 550 осіб, 100 дворів.
- Звонецьке — село при річці Дніпро 1106 осіб, 173 дворів, церква православна, 2 лавки.